# Anthony Skelt
Anthony Trevor Skelt (* 6. Januar 1926; † 1999) war ein neuseeländischer Badmintonspieler. 

## Karriere
Anthony Skelt wurde 1954 erstmals nationaler Meister in Neuseeland, wobei er sowohl im Herrendoppel als auch im Mixed erfolgreich war. Zwei weitere Titelgewinne folgten 1956 und 1959 im Herrendoppel.

## Sportliche Erfolge
| Saison | Veranstaltung                     | Disziplin    | Platz | Name                             |
| ------ | --------------------------------- | ------------ | ----- | -------------------------------- |
| 1954   | Neuseeländische Meisterschaft     | Mixed        | 1     | Anthony T. Skelt / A. McKenzie   |
| 1954   | Neuseeländische Meisterschaft     | Herrendoppel | 1     | Paul D. Skelt / Anthony T. Skelt |
| 1956   | Neuseeland: Einzelmeisterschaften | Herrendoppel | 1     | Paul D. Skelt / Anthony T. Skelt |
| 1959   | Neuseeländische Meisterschaft     | Herrendoppel | 1     | Paul D. Skelt / Anthony T. Skelt |